# Elena Aiello
Elena Aiello (Montalto Uffugo, 10 de abril de 1895-Roma, 19 de junio de 1961) fue una religiosa y mística italiana, fundadora de la Congregación de las Hermanas Mínimas de la Pasión de Nuestro Señor Jesucristo. En la Iglesia católica se la venera como beata.

## Biografía
Elena Aiello nació el 10 de abril de 1895, en el seno de familia acomodada de Montalto Uffugo, Provincia de Cosenza (Italia). Sus padres fueron Pasquale Aiello y Teresina Paglilla. Con 25 años de edad (1920), Elena ingresó en la Congregación de Hijas de la Caridad de la Preciosísima Sangre, de las cual tuvo que retirarse por problemas de salud.
Durante el tiempo de su enfermedad, en casa de su familia, en marzo de 1922, Elena fue objeto de múltiples experiencias místicas, que le llevaron, según sus biógrafos, a recibir los estigmas de Cristo. Este fenómeno fue documentado, evaluado por médicos y fotografeado, se le presentó en varias ocasiones por el resto de su vida, los viernes de marzo, especialmente el Viernes Santo. A la experiencia mística, ella decía ser objeto de revelaciones de parte de Jesús, de la Virgen María y de san Francisco de Paula. Entre las profecías más famosas se encuentran aquellas dirigidas a Benito Mussolini, con las que le invitaba a abandonar la guerra y obedecer al Papa. Ella misma declaró, luego de la muerte del duce, haberle advertido de que si no lo hacía tendría un final peor que el de Napoleón.
El 28 de enero de 1928, Elena fundó en Cosenza, junto a Gina Mazza, a las Hermanas Mínimas de la Pasión de Nuestro Señor Jesucristo, con el fin de dedicarse al servicio de los niños abandonados, viendo en ellos los signos de la Pasión de Cristo. Fue superiora general del mismo por muchos años. El instituto obtuvo el reconocimiento de la Santa Sede en 1948.
Elena falleció el 19 de junio de 1961, en Roma, a donde había llegado recientemente para la fundación de una nueva casa de la congregación.

## Culto
Gracias a la fama que adquirió en vida, Elena se convirtió en un punto de referencia para muchas personas de sus tiempos, los cuales comenzaron a llamarla la «monja santa de Calabria». Se cuenta que el mismo papa Pío XII le tenía gran estima. El papa Juan Pablo II la declaró venerable el 22 de enero de 1991.
Elena Aiello fue beatificada por el papa Benedicto XVI el 14 de septiembre de 2011. La celebración la llevó a cabo el cardenal Angelo Amato, el Prefecto de la Congregación para las Causas de los Santos, en la ciudad de Cosenza, Italia, donde ha tenido particular devoción. Su fiesta se celebra el 19 de junio.